# Asiolasma
Genre
Asiolasma est un genre d'opilions dyspnois de la famille des Nemastomatidae.

## Distribution
Les espèces de ce genre se rencontrent en Chine, au Viêt Nam et en Thaïlande.

## Liste des espèces
Selon World Catalogue of Opiliones (14/06/2025) :
- Asiolasma ailaoshan (Zhang, Zhao & Zhang, 2018)
- Asiolasma angka (Schwendinger & Gruber, 1992)
- Asiolasma billsheari Martens, 2019
- Asiolasma damingshan (Zhang & Zhang, 2013)
- Asiolasma juergengruberi Martens, 2019
- Asiolasma schwendingeri Martens, 2019

## Systématique et taxinomie
Ce genre a été décrit par Martens en 2019 dans les Nemastomatidae.

## Publication originale
- Martens, 2019 : « An ancient radiation: Ortholasmatine harvestmen in Asia - a new genus, three new species and a revision of the known species (Arachnida, Opiliones, Nemastomatidae). » Revue suisse de Zoologie, vol. 126, no 1, p. 79–110.